# Световен часовник
Световен часовник е вид часовник, който показва текущото време в различни точки на Земята.
Най-често този вид часовник e група от обикновени или цифрови часовници и има няколко дисплея, като всеки един от тях показва времето в даден град или часова зона на Земята. Под всеки от дисплеите е поставен етикет с името на града или зоната за която се отнася. Съществуват и световни часовници във вид на карта на света със светлинен прожектор, които показват регионите на Земята, осветени от Слънцето.
Световни часовници обикновено се използват в области, в които се осъществява интензивен обмен на информация и капитали в различни точки на Земята. В ежедневието този вид часовници се срещат най-често в банки и комуникационни центрове.